# ドラゴン2
ドラゴン2 (Dragon 2) は、アメリカの民間宇宙企業スペースXが開発した有人宇宙船である。ドラゴン無人宇宙補給機の後継機として開発されており、2020年5月に初の有人宇宙飛行を成し遂げた。ドラゴン2は同社のファルコン9ブロック5ロケットに搭載して打ち上げられ、着水して帰還するよう設計されている。
アメリカの宇宙船としては、スペースシャトルが退役した2011年以後初めて有人で飛行した宇宙船であり、スペースシャトル初飛行から計算すると実に40年ぶりとなる新型の、地球周回軌道に到達した有人宇宙船である。

## 概要

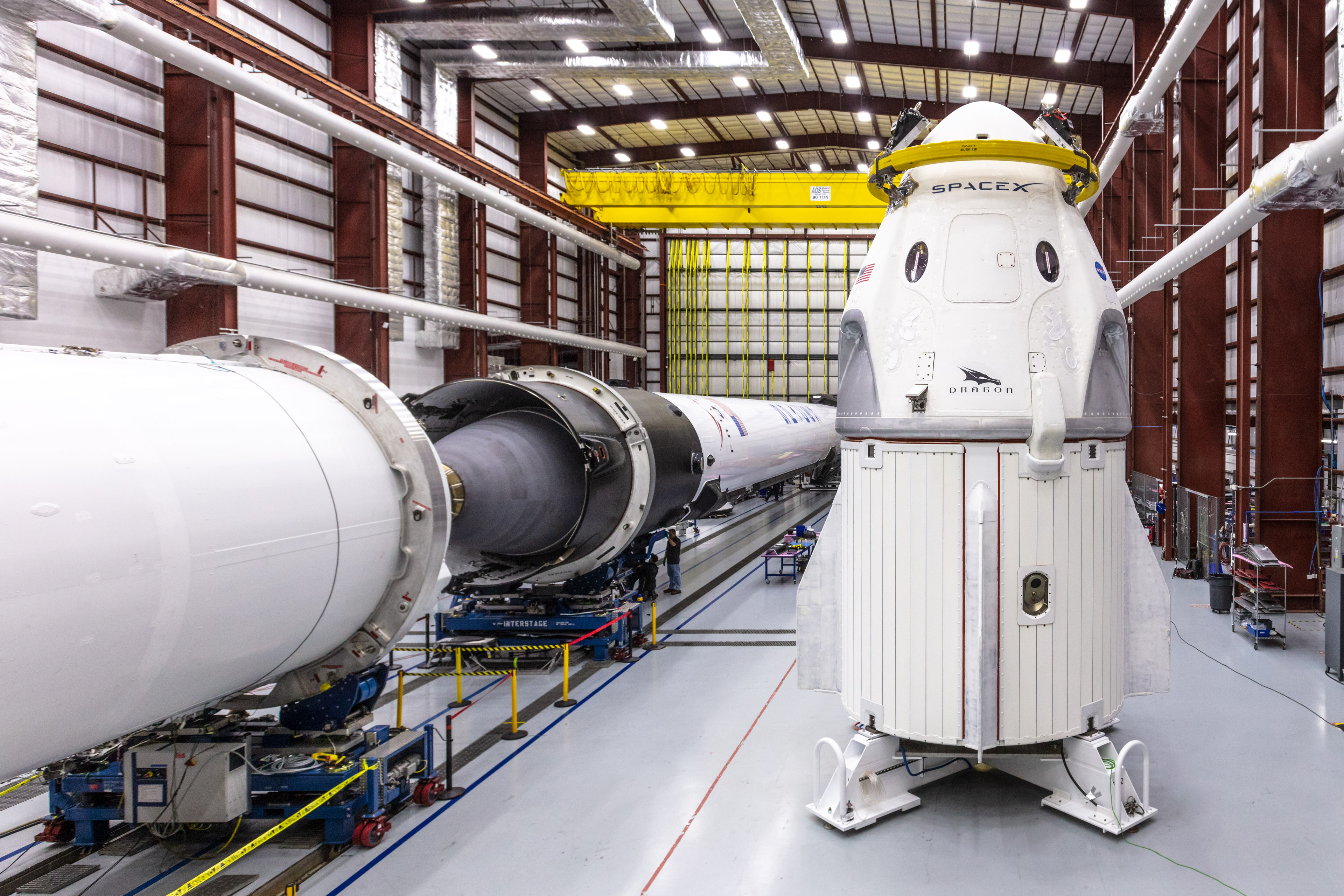
打ち上げ前のドラゴン2。

ドラゴン2は旧型のドラゴンと比べて、フライトコンピューターやアビオニクスが新しくなる他、機体の形状も変更されており、大きな窓が備えられ、また太陽電池アレイが再設計されるなどしている。ドラゴン2ではクルードラゴンと呼ばれる有人飛行に対応したバージョンと、カーゴドラゴンと呼ばれる旧型のドラゴンを置き換えるための無人のバージョンの2種類が製造される。クルードラゴンには、独特の打ち上げ脱出システムとして、四隅に各2基ずつ備え付けられたエンジンの逆噴射を用いるシステムが取られている。クルードラゴンとカーゴドラゴンはともに、商業補給サービス (CRS2) と 商業乗員輸送開発 (CCDev) 計画の下、国際宇宙ステーション (ISS) への輸送に用いられる予定である。またクルードラゴンは低軌道を超えて、月への宇宙旅行に用いることも想定されている。
クルードラゴンの開発は2010年にドラゴンライダーとして開始された。これはNASAがCCDev計画としてISSへの人員輸送を民間委託する方針を示したことを受けてのものであった。クルードラゴンの設計が公開されたのは2014年5月で、2014年10月にはボーイングのCST-100とともに、同計画の機体として選定された。NASAはクルードラゴンを低コストなオプションと考えており、高コストだが堅実と評価されたCST-100が42億ドルの資金を得たのに対して、クルードラゴンは26億ドルを得た。2019年3月にISSへの無人試験飛行を果たし、2020年5月にはCCDev計画初となる有人での飛行試験も達成した。カーゴドラゴンもまた、2016年1月にNASAのCRS2計画にノースロップ・グラマンのシグナス、シエラ・ネヴァダ・コーポレーションのドリームチェイサーとともに選定されている。スペースXによるCRS2ミッションは、旧型のドラゴンによるCRSミッションが終わった後の2020年12月より開始された。

## 設計

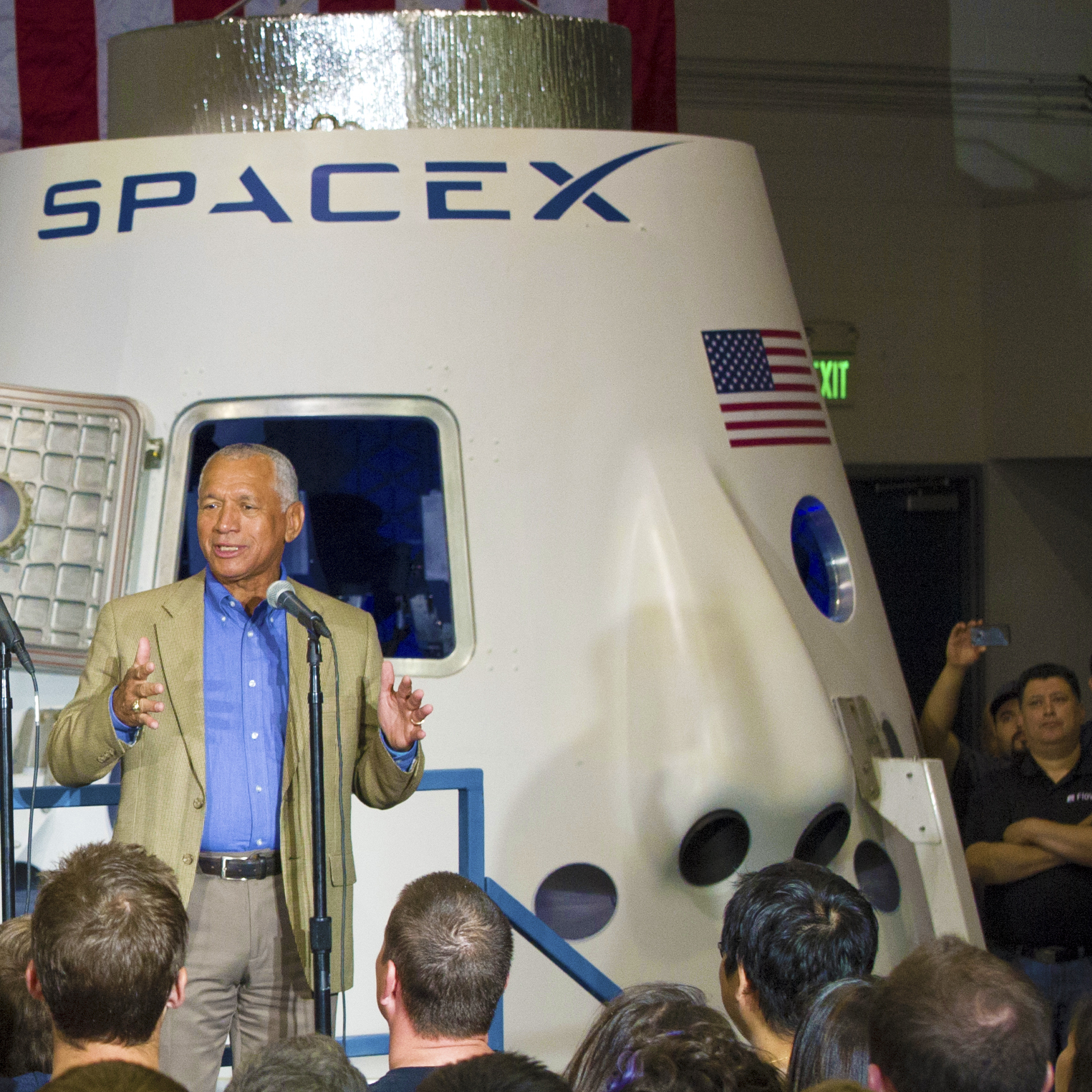
2012年当時のドラゴンライダーのモックアップ。打ち上げ脱出システムのエンジンがカプセルの外側に見える。

ドラゴン2には、2024年時点では「クルードラゴン」と「カーゴドラゴン」の2種類のバージョンが存在するほか、さらなる別バージョンの開発も予定されている。
クルードラゴンは元々「ドラゴンライダー」と呼ばれていたもので、7人の乗員または乗員と貨物の輸送に対応することが企図された。完全に自動化されたランデブーとドッキング能力（手動も可）を持ち、NASAドッキング機構 (NDS) を使用してISSと接続するよう設計されている。典型的なミッションでは、ドラゴンライダーはISSに180日間ドッキングすることになるが、宇宙船自体はロシアのソユーズと同様210日間の滞在能力を持つ。最初期のデザインが公表されたのは2010年のことで、スペースXは当時から打ち上げ脱出システムをドラゴン宇宙船に統合することを計画していた。この手法は、既存の主な有人宇宙船で用いられている牽引式のアボートタワーと呼ばれる方式と比べていくつかの利点がある 例えば、軌道に向かう全行程において脱出システムが動作できること、脱出システムの再使用が可能であること、分離の必要がなくなることで安全性が増すこと、脱出システムのエンジンを流用して着陸ができる可能性があること、である。
スペースXは当初、ドラゴン2において従来のパラシュートで海上に着水させて帰還させる方式の他、ロケットエンジンを逆噴射させて着陸を行うことを計画しており、この方式で2017年までに乗員輸送を実現するとの開発スケジュールを示していた。スペースXはNASAに対して、クルードラゴンの最初の数回の飛行はパラシュートを用いた洋上着水となるものの、以後は着陸が基本となるとの提案を行った。 このようにパラシュートによる帰還はあくまでバックアップとして扱われていたが、後に逆噴射による着陸が取り止めとなったことから、全ての帰還でパラシュートが用いられることとなった。
2011年には、ドラゴン2の生命維持装置の開発にパラゴン・スペース・デベロップメントがかかわることが公表された。また2012年には、打ち上げと再突入の際に利用される宇宙服を開発していることも明らかとなった。
ドラゴン2の価格については、2015年のNASAの資料では「RKKエネルギアのソユーズ宇宙船の7600万USドル（約84億円）/人の打ち上げ費用と比較して、スペースXのドラゴン2宇宙船の打ち上げ費用は5800万USドル（約64億円）/人と低価格で経済的である」と記述されている。
ドラゴン2の設計は、2014年5月29日にカリフォルニア州ホーソーンにあるスペースXの本社のプレスイベントで公開された。2014年10月には、NASAはドラゴンをISSへアメリカの宇宙飛行士を運ぶ商業乗員輸送開発 (CCDev) 計画の候補の1つに選定した。スペースXは、ドラゴン2の打ち上げに同社のファルコン9ブロック5を使用することを計画した。
2024年7月には、2030年以降に予定されているISSの運用終了・廃棄のため、ISSを牽引し大気圏内に突入させるための宇宙船（USDV）を、ドラゴン2をベースにNASAとスペースXで共同開発する方針が明らかにされた。USDVは総重量が約450トンもあるISSを牽引するため、推力が通常の4倍、推進剤が同6倍と大幅に強化される。開発費は最大8億4300万ドル。

## 技術仕様
ドラゴン2は、以下のような特徴を持つ。

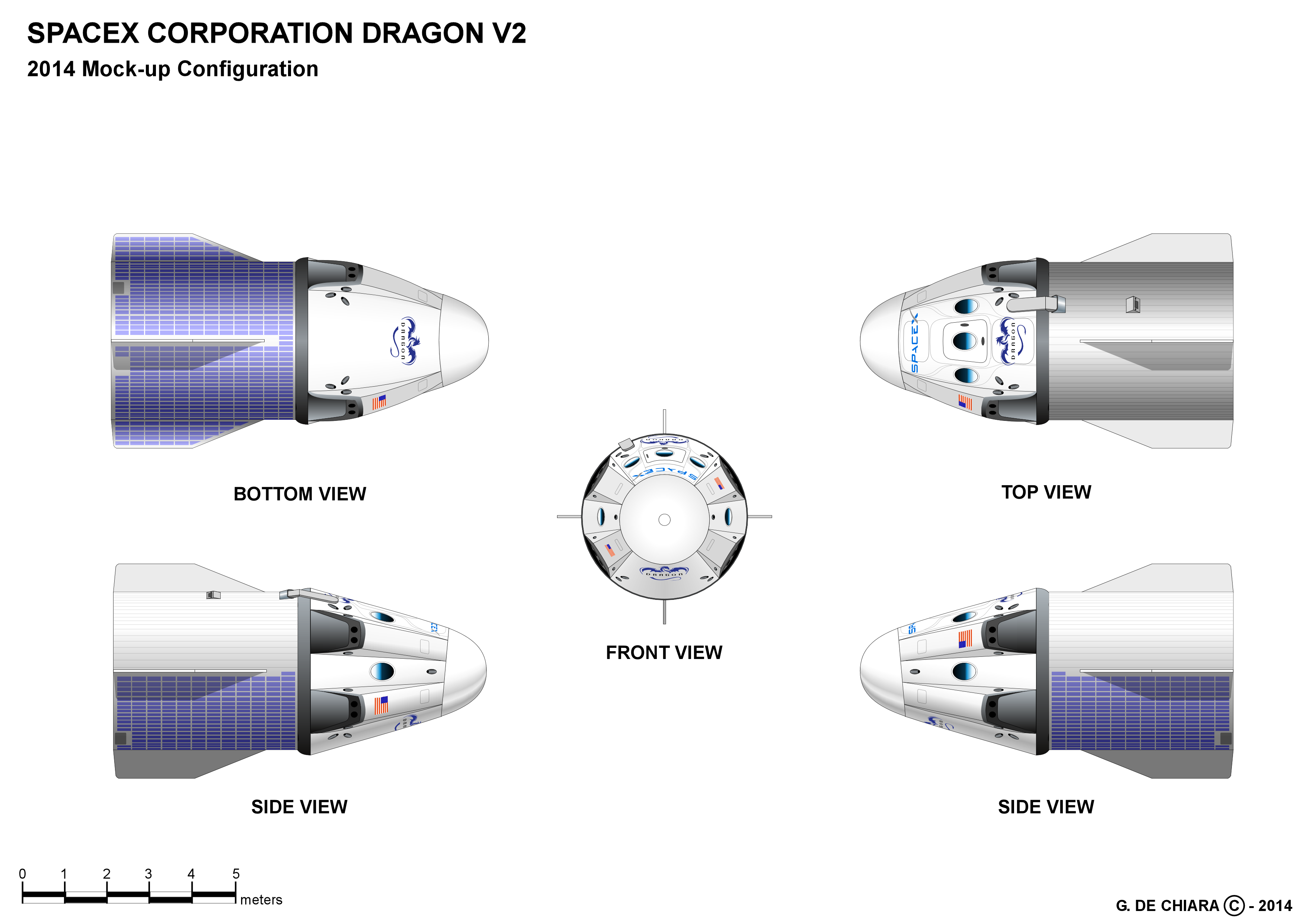
様々な角度からみたクルードラゴン。

- 再使用性: 複数回の再使用が可能である。これにより宇宙へのアクセス費用を大幅に削減できるとしている。スペースXではリファビッシュ無しで約10回の再使用が可能だと見込んでいる。
- 積載量: カーゴドラゴン: 3,307 kg (7,291 lb)、クルードラゴン: 7名。
- 帰還: 4つのメインパラシュートによる洋上着水。
- エンジン（クルードラゴンのみ[32]）: 側面に8基のスーパー・ドラコ。2基ずつ計4ポッドでクラスタ化されており、1基辺り71キロニュートン (16,000 lbf)の推進力を持つ[24]。また各ポッドには各4基のドラコも搭載されている[20]。
- 3Dプリンターの活用: スーパー・ドラコの燃焼室はインコネルを直接金属レーザー焼結法（英語版）にて出力して製造している。
- ドッキング: 国際宇宙ステーションへの自動ドッキング能力を持つ。旧型のドラゴンは自動ドッキング能力を持たず、ISSドッキング時はカナダアーム2により把持する必要があった。ただし必要であれば手動操作も可能である。
- 燃料タンク: エンジン圧力用のヘリウムと、スーパー・ドラコ用の燃料と酸化剤タンク。炭素系複合材料とチタンからなる。
- 耐熱: スペースX開発によるSPAM backshell。第3世代のPICA-Xヒートシールドを更新する。
- 操作: 従来の物理スイッチに代わりタブレット風コンピュータを備える。これに合わせてスペースX設計の新型宇宙服「スターマン」は指先がタッチパネル対応となっている[33]。
- 減圧対策: 緊急事態により急激な減圧に晒される危険に備え、乗員は「スターマン」を装着する。また開口部が直径6.35 mmまでであれば、宇宙船は安全に帰還可能である[20]。

着陸システムとしては、当初以下の3つの方式が検討されていた。
- エンジンの逆噴射による動力着陸。垂直離陸・垂直着陸 (VTVL)。
- パラシュートによる着水。従来のアメリカの有人宇宙船で主流の手法。
- エンジンによるアシスト付のパラシュートによる着陸。ソユーズが採用[34]。

しかしながら、スペースXのイーロン・マスクは2017年7月、動力着陸の開発を中止し、全ての着陸をパラシュートで行うことを発表した。スーパー・ドラコは引き続き打ち上げ脱出システム用として残されるが、着陸脚は取り除かれる。安全面での難しさが理由とされており、スペースXはこの技術は将来の宇宙船で改めて用いるとしている。
ドラゴン2のパラシュートシステムは旧型のドラゴンのものと比べて完全に再設計されている。これは打ち上げ中の緊急脱出など様々なシナリオに対応する必要が生じたためである。

## 打ち上げ記録
リストには、完了した、または現在マニフェストされているミッションのみが含まれている。打ち上げ日はUTCで記載されている。

### クルードラゴンのフライト
| ミッション名 ミッションパッチ | カプセルNo                | 打ち上げ日     | 帰還日          | 備考 | 乗員 | 結果      |
| 試験飛行                      | 試験飛行                  | 試験飛行       | 試験飛行        | 試験飛行 | 試験飛行                                                                                                | 試験飛行  |
| ----------------------------- | ------------------------- | -------------- | --------------- | --- | --- | --------- |
| 緊急脱出用ロケット試験        | C201 ドラゴンフライ試験機 | 2015年5月6日   | 2015年5月6日    | フロリダ州のケープカナベラル空軍基地 (SLC-40) で行われた緊急脱出用ロケットの試験。 | N/A | 成功      |
| Demo-1                        | C204                      | 2019年3月2日   | 2019年3月8日    | 無人テスト飛行。打ち上げ後は3日にISSにドッキングし、8日に離脱した。 | N/A | 成功      |
| 飛行中脱出試験                | C205.1                    | 2020年1月19日  | 2020年1月19日   | 当初は無人試験飛行で回収された機体が用いられる予定であったが、地上試験中に爆発事故が発生したため、有人試験飛行用に製造されていた機体が用いられた。 | N/A | 成功      |
| Demo-2                        | C206.1 エンデバー         | 2020年5月30日  | 2020年8月2日    | ドラゴン2による最初のISSへの有人テスト飛行。このミッションは当初の2週間の予定から9週間に延長され、乗組員がCrew-1に先立ってISSでの活動を強化できるようにし、4回の船外活動の末、アメリカ・フロリダ半島沖へ帰還した。                                                                               | - ダグラス・ハーリー - ロバート・ベンケン                                                               | 成功      |
| 任務飛行                      |                           |                |                 | | |           |
| Crew-1                        | C207.1 レジリエンス       | 2020年11月16日 | 2021年5月2日    | 4人の乗員による6ヶ月の初のISSへの実運用有人ミッション。ロスコスモスはまだクルードラゴン宇宙船を認定していなかったため、ロシアの宇宙飛行士の代わりに3人目のNASAの宇宙飛行士が追加された。スカイラブ4号が保持していたアメリカの有人宇宙船による最長宇宙飛行記録を更新した。                        | - マイケル・S・ホプキンス - ビクター・J・グローバー - 野口聡一 - シャノン・ウォーカー                   | 成功      |
| Crew-2                        | C206.2 ♺ エンデバー       | 2021年4月23日  | 2021年9月9日    | カプセルとブースターの初の再利用。クルーにはクルードラゴンで飛行する初めてのESAが含まれていた。軌道上でほぼ200日を過ごし、クルードラゴン・エンデバーはクルードラゴン・レジリエンスが2021年5月2日に樹立したアメリカの有人宇宙船の最長飛行記録を更新した。                                         | - R・シェーン・キンブロー - K・メーガン・マッカーサー - 星出彰彦 - トマ・ペスケ                         | 成功      |
| インスピレーション4           | C207.2 ♺ レジリエンス     | 2021年9月16日  | 2021年9月18日   | 民間人だけに初めての軌道へのミッション。この飛行は高度585 km (364 mi)の軌道に到達し、乗組員は3日間にわたり科学・医学実験や広報活動を実施した。クルードラゴンの初めての単独軌道飛行であり、キューポラを装着しての初の飛行となった。                                                               | - ジャレッド・アイザックマン - シアン・プロクター - ヘイリー・アルセノー - クリストファー・センブロスキ | 成功      |
| Crew-3                        | C210.1 ♺ エンデュランス   | 2021年11月7日  | 2022年5月6日    | 4人の乗員によるISSへの有人ミッション | - ラジャ・チャリ - トーマス・マーシュバーン - マティアス・マウラー - ケイラ・バロン                     | 成功      |
| Axiom-1                       | C206.3 ♺ エンデバー       | 2022年4月8日   | 2022年4月25日   | アクシオム・スペースとの契約による初めての有人飛行。初めての完全に民間人だけからなるISSへのフライ | - / マイケル・ロペス＝アレグリアb - ラリー・コナー - エイタン・スティッベ - マーク・パティ              | 成功 ト。 |
| Crew-4                        | C212.1 ♺ フリーダム       | 2022年4月27日  | 2022年10月14日  | CPP契約下での、4人の乗員によるISSへの有人ミッション | - チェル・リンドグレン - ロバート・ハインズ - サマンサ・クリストフォレッティ - ジェシカ・ワトキンス     | 成功      |
| Crew-5                        | C210.2 ♺ エンデュランス   | 2022年10月5日  | 2023年3月12日   | いずれかの国の宇宙船が長期間地上に留まった場合に備え、各国がそれぞれのシステムに精通していることを保証する。ドラゴン-ソユーズ交換飛行に基づきロシアの宇宙飛行士を搭乗させた最初の有人飛行。 | - ニコール・アウナプ・マン - ジョシュ・カサダ - 若田光一 - アンナ・キキナ                               | 成功      |
| Crew-6                        | C206.4 ♺ エンデバー       | 2023年3月2日   | 2023年9月4日    | 商業乗員輸送開発契約下での6回目のフライト | - スティーブ・ボーエン - ウォーレン・ホバーグ - スルタン・アル・ネヤディ - アンドレイ・フェジャーエフ   | 成功      |
| Axiom-2                       | C212.2 ♺ フリーダム       | 2023年5月21日  | 2023年5月27日   | アクシオム・スペースとの契約による2回目の有人飛行。2回目の完全に民間人だけからなるISSへのフライト。アクシオムは、宇宙での癌、雲の様子および微小重力を研究するために2人のサウジの宇宙飛行士をAx-2に参加させることでサウジ宇宙委員会と提携した。クルーにはサウジ初の女性宇宙飛行士も含まれていた。 | - ペギー・ウィットソン - ジョン・ショフナー - アリ・アルカルニ - ラヤナ・バルナウィ                     | 成功      |
| Crew-7                        | C210.3 ♺ エンデュランス   | 2023年8月26日  | 2024年3月12日   | 2021年後半、NASAはSpaceXとCrew-7を皮切りにさらに3便の商用クルーフライトを契約した。 | - ジャスミン・モグベリ - アンドレアス・モーゲンセン - 古川聡 - コンスタンチン・ボリソフ                 | 成功      |
| Axiom-3                       | C212.3 ♺ フリーダム       | 2024年1月18日  | 2024年2月9日    | アクシオム・スペースとの契約による3回目の有人飛行。このミッションでは初めてのトルコ人宇宙飛行士が飛行した。 | - / マイケル・ロペス＝アレグリア - ワルター・ヴィラデイ - アルペル・ゲゼラフチュ - マーカス・ヴァント   | 成功      |
| Crew-8                        | C206.5 ♺ エンデバー       | 2024年3月4日   | 2024-10-25      | クルードラゴンの最長ミッション。ISS滞在期間が延長され、必要に応じてCrew-8がBoeing CFTクルーの「救命ボート」として機能できるように2つの仮設座席が追加された。 | - マシュー・ドミニク - マイケル・バラット - ジャネット・エップス - アレクサンダー・グレベンキン         | 成功      |
| ポラリス ドーン               | C207.3 ♺ レジリエンス     | 2024年9月10日  | 2024年9月15日   | ジャレッド・アイザックマンによるポラリス計画の3回のフライトの1回目。船外活動を行う初めての民間宇宙飛行。過去50年間の有人宇宙飛行よりも遠くへ飛行した。 | - ジャレッド・アイザックマン - スコット・ポティート - サラ・ギリス - アナ・メノン                       | 成功      |
| Crew-9                        | C212.4 ♺ フリーダム       | 2024年9月28日  | 2025年3月18日   | SLC-40から打ち上げられた初の有人ミッション。 ボーイング スターライナー カリプソで発生した問題のために、ボーイング有人飛行試験の2名のクルーを地球に帰還させるために2名だけが搭乗して打ち上げられた。                                                                                              | - ニック・ヘイグ - アレクサンドル・ゴルブノフ                                                           | 成功      |
| Crew-10                       | C213.1                    | 2025年2月      | 2025年7月       | KSC-39Aから打ち上げられた。 | - アン・マクレイン - ニコール・エアーズ - 大西卓哉 - キリル・ペスコフ                                   | 進行中    |
| フラム2 (patch)               | C207.4 レジリエンス       | 2025年4月1日   | 2025年4月       | 完全に民間資金で、民間人だけが搭乗する軌道飛行。極軌道に投入される初めての有人ミッションとして計画されている。 | - チュン・ワン - ヤニッケ・ミケルセン - エリック・フィリップス - ラベア・ロッゲ                         | 計画      |
| Axiom-4                       | C213.1                    | 2025年5月      | 2025年第2四半期 | ISSへの完全な民間宇宙飛行。アクシオムの従業員が指揮官を務め、それ以外のシートはISRO、POLSA/ESAおよびハンガリーが購入した。 | - ペギー・ウィットソン - シュバンシュ・シュクラ - スワヴォシュ・ウズナンスキ - ティボール・カプ         | 計画      |
| Crew-11                       | C206.6 ♺ エンデバー       | 2025年7月      | 2026年2月       | | - ジーナ・カードマン - マイケル・フィンク - 油井亀美也 - オレグ・プラトノフ                             | 計画      |
| Axiom-5                       | TBA                       | 2025年後半     | TBA             | ISSへの完全な民間宇宙飛行 | TBA | Planned   |
| Crew-12                       | TBA                       | 2026年2月      | TBA             | | - TBA - TBA - ソフィー・アドノー - オレグ・アルテミエフ                                                 | Planned   |
| ヴァスト1                     | TBA                       | 2025年6月      | TBD             | ヘイヴン1宇宙ステーションの整備。 | TBA | 計画      |
| Crew-13                       | TBA                       | 2026年7月      | TBA             | | TBA | 計画      |
| Crew-14                       | TBA                       | TBA            | TBA             | 計画 | |           |
| Polaris-2                     | TBA                       | TBA            | TBA             | ポラリス・プロジェクの2回目の飛行で、クルードラゴンを使用する最後の飛行（3回目の飛行はスターシップの使用を計画している）。 ジャレッド・アイザックマンがNASA長官に指名されて以来休止中。 | - ジャレッド・アイザックマン - TBA - TBA - TBA                                                          | 計画      |

### カーゴドラゴンのフライト
| ミッション名 徽章             | カプセルNo | 打ち上げ日              | 着陸日               | 詳細 | 結果 |
| ----------------------------- | ---------- | ----------------------- | -------------------- | --- | ---- |
| CRS-21                        | C208.1     | 2020年12月6日 16:17     | 2021年1月14日        | カーゴドラゴンによる初のCRS2ミッション。2,900 kg (6,400 lb)の貨物と共にナノラックス ビショップ・エアロックモジュールをISSに輸送                                                             | 成功 |
| CRS-22                        | C209.1     | 2021年6月3日 17:29      | 2021年7月10日        | 2回目のカーゴドラゴンの飛行で、iROSA 1およびiROSA 2も輸送 | 成功 |
| CRS-23                        | C208.2 ♺   | 2021年8月29日 07:14     | 2021年10月1日        | | 成功 |
| CRS-24                        | C209.2 ♺   | 2021年12月21日 10:07    | 2022年1月24日        | | 成功 |
| CRS-25                        | C208.3 ♺   | 2022年7月15日 00:44     | 2022年8月20日        | | 成功 |
| CRS-26                        | C211.1     | 2022年11月26日 19:20:42 | 2023年1月11日        | iSORA 3およびiSORA 4も輸送 | 成功 |
| CRS-27                        | C209.3 ♺   | 2023年3月15日 00:30     | 2023年4月15日        | | 成功 |
| CRS-28                        | C208.4 ♺   | 2023年6月5日 15:47 UTC  | 2023年6月30日        | iROSA 5およびiROSA 6も輸送。このミッションで、ドラゴン2宇宙船は軌道上で1,324日を過ごしてスペースシャトルを超えた。このミッションはISSへの38回目のミッションであり、シャトルの37回を超えた。 | 成功 |
| CRS-29                        | C211.2 ♺   | 2023年11月10日 01:28    | 2023-12-22           | | 成功 |
| CRS-30                        | C209.4 ♺   | 2024年3月21日 20:55     | 2024年4月30日        | ドラゴン2のSLC-40初めての打ち上げ | 成功 |
| CRS-31                        | C208.5 ♺   | 2024年11月５日          | ２０２４年１２月16日 | ISSのリブーストを行った最初のドラゴン宇宙船。 | 成功 |
| CRS-32                        | TBA        | 2025年4月21日           |                      | | 計画 |
| CRS-33                        | TBA        | 2025年8月               | 2025年秋             | ISSのりブーストを行うための追加の推進剤を搭載したブースト・トランクを装備して飛行する予定。                                                                                                 | 計画 |
| CRS-34                        | TBA        | 2025年                  |                      | | 計画 |
| CRS-35                        | TBA        | 2025年                  |                      | | 計画 |
| United States Deorbit Vehicle | TBA        | 2030年                  |                      | ISS の運用が終了した後に軌道から外すための宇宙船。 | 計画 |

NASAは、2026年までISSに物資を補給するため、CRS-30からCRS-35までの6回の追加飛行を発注した。